# Il y a longtemps que je t'aime (film, 1979)
Pour les articles homonymes, voir Il y a longtemps que je t'aime.
Pour plus de détails, voir Fiche technique et Distribution.
Il y a longtemps que je t'aime est un film français réalisé par Jean-Charles Tacchella, sorti en 1979.

## Synopsis
François et Brigitte (Jean Carmet et Marie Dubois) ont trois enfants, et décident de se séparer d'un commun accord, après vingt-cinq ans de mariage. Ils l'annoncent à leurs enfants le soir de leurs noces d'argent.

## Fiche technique
- Titre : Il y a longtemps que je t'aime
- Réalisation : Jean-Charles Tacchella, assisté de Rémy Duchemin
- Scénario : Jean-Charles Tacchella
- Photographie : Georges Lendi
- Montage : Agnès Guillemot
- Musique : Gérard Anfosso
- Son : Pierre Lenoir
- Costumes : Audrey Jenkinson
- Société de production : Les Films de la Tour
- Producteur : Roland Thénot
- Distributeur : Planfilm
- Pays d'origine :  France
- Langue : Français
- Format : Couleur - 35 mm
- Genre : Film dramatique, Film romantique
- Durée : 93 minutes
- Date de sortie : 
  - France : 19 septembre 1979

## Distribution
- Jean Carmet : François Dupuis
- Marie Dubois : Brigitte Dupuis
- Rachel Jenevein : Nathalie, la fille aînée
- José Luccioni : Roger, le mari de Nathalie
- Gilles Laurent : Gilbert, le fils
- Christine Deschaumes : Josyane, la femme de Gilbert
- Marie-Véronique Maurin : Sophie, la fille cadette
- Ginette Mathieu : Valentine, la pianiste
- Alain Doutey : Gérard Martin
- Clément Michu : le liftier
- Jean-Philippe Ancelle : le maître d'hôtel
- Marianne Valentin : la serveuse
- Mathieu Verlier : le fils de Gilbert et Josyane
- Gaël Gauthier : Macho, le fils de Nathalie et Roger
- Georges Montal : le père de Roger
- Gérard Lemaire : le client du self
- Françoise Caillaud : Andréa, la secrétaire